# Circonscriptions législatives de la province d'Agusan del Sur
La province d'Agusan del Sur aux Philippines est constituée de deux circonscriptions législatives, chacune représentée par un député à la Chambre des représentants. 

## Histoire
La province d'Agusan del Sur a été créée en 1967 par l'Acte républicain no 4979 avec une circonscription unique, et participe aux élections législatives de 1969 ; auparavant, ses territoires dépendaient du département de Mindanao et Sulu (1917-1935) puis de l'ancienne province d'Agusan.
Sous le régime de Ferdinand Marcos, la circonscription est temporairement supprimée et la province est intégrée à la Dixième Région de 1978 à 1984 pour les élections à l'Assemblée nationale provisoire.
En 1987 avec la proclamation de l'actuelle Constitution, la circonscription législative d'Agusan del Sur est rétablie, puis est divisée en deux le 20 octobre 2008 à la suite de la proclamation de l'Acte républicain no 9508.

## Première circonscription
- Villes : Bayugan
- Municipalités : Esperanza, Prosperidad, San Luis, Sibagat, Talacogon
- Population (2015) : 341 559[4]

| Période               | Député                          |
| --------------------- | ------------------------------- |
| 15e Congrès 2010-2013 | Ma. Valentina G. Plaza-Cornelio |
| 16e Congrès 2013-2016 | Ma. Valentina G. Plaza-Cornelio |
| 17e Congrès 2016-2019 | Ma. Valentina G. Plaza-Cornelio |

## Deuxième circonscription
- Municipalités : Bunawan, La Paz, Loreto, Rosario, San Francisco, Santa Josefa, Trento, Veruela
- Population (2015) : 359 094[4]

| Période               | Député                  |
| --------------------- | ----------------------- |
| 15e Congrès 2010-2013 | Evelyn G. Plaza-Mellana |
| 16e Congrès 2013-2016 | Evelyn G. Plaza-Mellana |
| 17e Congrès 2016-2019 | Evelyn G. Plaza-Mellana |

## Circonscription unique (disparue)
| Période               | Député                   |
| --------------------- | ------------------------ |
| 7e Congrès 1969-1972  | Democrito O. Plaza Sr.   |
| 8e Congrès 1987-1992  | Democrito O. Plaza Sr.   |
| 9e Congrès 1992-1995  | Ceferino S. Paredes, Jr. |
| 10e Congrès 1995-1998 | Ceferino S. Paredes, Jr. |
| 11e Congrès 1998-2001 | Alex G. Bascug           |
| 12e Congrès 2001-2004 | Rodolfo G. Plaza         |
| 13e Congrès 2004-2007 | Rodolfo G. Plaza         |
| 14e Congrès 2007-2010 | Rodolfo G. Plaza         |

## Circonscription plurinominale (disparue)
| Période                     | Député                 |
| --------------------------- | ---------------------- |
| Batasang Pambansa 1984-1986 | Democrito O. Plaza Sr. |